# Chaetomitrium lanceolatum
Chaetomitrium lanceolatum är en bladmossart som beskrevs av Roelof Benjamin van den Bosch och Sande Lacoste 1862. Chaetomitrium lanceolatum ingår i släktet Chaetomitrium och familjen Hookeriaceae. Inga underarter finns listade i Catalogue of Life.